# Форстера
Форстера (лат. Forstera) — род небольших многолетних растений семейства Стилидиевые (Stylidiaceae).
Форстера названа в честь немецких натуралистов Иоганна Рейнгольда Форстера (1729—1798) и его сына, Иоганна Георга Адама Форстера (1754—1794).
Четыре вида эндемичны для Новой Зеландии, а ещё один, Forstera bellidifolia, является эндемиком Тасмании.

## Виды
По информации базы данных The Plant List, род включает 7 видов:
- Forstera bellidifolia Hook.
- Forstera bidwillii Hook.f.
- Forstera cristis Glenny & Courtney
- Forstera mackayi Allan
- Forstera purpurata Glenny
- Forstera sedifolia G.Forst.
- Forstera tenella Hook.f.